# Saint-Pierre (Cantal)
Saint-Pierre település Franciaországban, Cantal megyében. Lakosainak száma 146 fő (2022. január 1.). Saint-Pierre Champagnac, Liginiac, Roche-le-Peyroux, Sainte-Marie-Lapanouze, Sérandon és Sarroux-Saint Julien községekkel határos.

## Népesség
A település népessége az elmúlt években az alábbi módon változott:
| Lakosok száma | 208  | 148  | 148  | 161  | 146  | 136  | 134  | 142  | 143  | 146  |
|               | 1968 | 1982 | 1990 | 2006 | 2013 | 2015 | 2017 | 2019 | 2020 | 2022 |